# ITV中部
ITV中部（英語：ITV Central），舊名中部獨立電視（Central Independent Television）、卡爾頓中部（Carlton Central），常簡稱為中部（Central），是英國獨立電視網在米德蘭地區的特許經營權持有者。ITV中部創建於ATV重組之後，自1982年1月1日開始播出。ITV中部由獨立電視公司所有，曾是獨立電視網主要娛樂和電視劇節目的貢獻者之一，但現在則主要製作地方新聞節目。

## 歷史
在1970年代，米德蘭地區的獨立電視特許經營權持有者ATV因其缺乏地方特色而飽受批評。雖然ATV在伯明翰市中心修建了一座現代化的彩色電視製作設施，但其大部分節目都在赫特福德郡的埃爾斯特里攝影棚製作。
作為其重新申請特許經營權行動的一部分，ATV在1980年計劃在該地區建立第二個主要設施（位於諾丁漢），並在東米德蘭和西米德蘭各自提供單獨的新聞節目。公司名稱也從ATV電視網（ATV Network Limited）改為ATV米德蘭（ATV Midlands Limited）。獨立廣播局（IBA）接受了ATV的計劃，但同時亦提出引入本地股東等要求，要求ATV變更公司名稱，成為一家真正的新公司。

### 開播
該公司在1982年1月1日早晨9:25開播，播出的第一個節目是五分長的宣傳節目《Welcome to Central》，由彼得·威勒（Peter Wheeler）旁白，介紹獨立電視網的全國及地區節目，以及第一天的節目表。
由於勞資糾紛導致該公司在1983年9月之前都無法在諾丁漢提供地區服務，中部最初僅在伯明翰提供單一的區域服務。東西兩區的節目內容區別不大，但兩個地區播出不同的新聞和廣告。

### 1980年代至1990年代中期
1984年3月，公司的重組已經完成。在中部成立後的前兩個財年，其稅前利潤從350萬英鎊增加到650萬英鎊。中部還成立了頂點製作公司，為英國和美國製造節目，其最著名的作品有《莫斯探長》。中部還在1986年購買了柯達膠片圖書館。
1987年1月，中部以150萬英鎊的價格收購美國製作公司FilmFair的歐洲部門。中部後來在1991年出售了這家公司。中部也是第一個開始24小時播出的ITV成員。在1987年4月和1989年4月，由於其製作的節目銷售至世界各地超過80個國家，中部兩次獲得了女王出口獎。
1987年12月，中部成立了中部電視企業公司（Central Television Enterprises，簡稱CTE），以應對其擴大的業務，並在漢堡、紐約和悉尼設立國際分公司，以在海外銷售其節目，並進行新聞取材。CTE後來還代理HTV、子午線、卡爾頓的節目外銷業務。
1989年，中部成立了黃道娛樂公司，其業務內容是製作發行動畫類節目。同樣在1989年，中部和盎格利亞電視台共同出資設立電視銷售和市場服務公司（TSMS），以收回節目製作成本。1994年3月，盎格利亞收購了中部在該公司的股權，取得了對該公司的完全控制。1990年3月，中部和《觀察家報》建立和合作夥伴關係。
在1993的獨立電視特許經營權競標中，中部未有對手，僅以2,000英鎊的價格就維持了特許經營權。中部還持有在這次競標中贏得東南英格蘭地區獨立電視特許經營權的子午線廣播公司20%的股權。1993年4月，中部的廣告收入增加了8.8%，達2.5億英鎊。其節目銷售收入亦增加至8,340萬英鎊。中部成為1993年特許經營權招標後經營最成功的ITV公司。

### 所有權和併購
雖然IBA要求中部49%的股權由米德蘭本地的企業或個人持有，但實際執行情況卻遠不如預期。在中部開播不久之後，澳洲實業家羅伯特·福爾摩斯·考特曾試圖收購該公司股權，但因英國法律規定禁止外國資本控股英國電視企業，IBA暫停了這一嘗試。1983年1月，167名電視台員工以每股1英鎊的價格購買了該公司股份。
1987年3月，卡爾頓通信股份收購了中部20%的股權，這也是卡爾頓第一次持有無線電視台股權。此前兩年，IBA曾拒絕卡爾頓併購泰晤士電視的嘗試。1994年1月，卡爾頓以7.5億英鎊的價格收購中部的全部剩餘股權。1999年9月6日，中部改以「卡爾頓中部（Carlton Central）」的名稱播出。

## 攝影棚

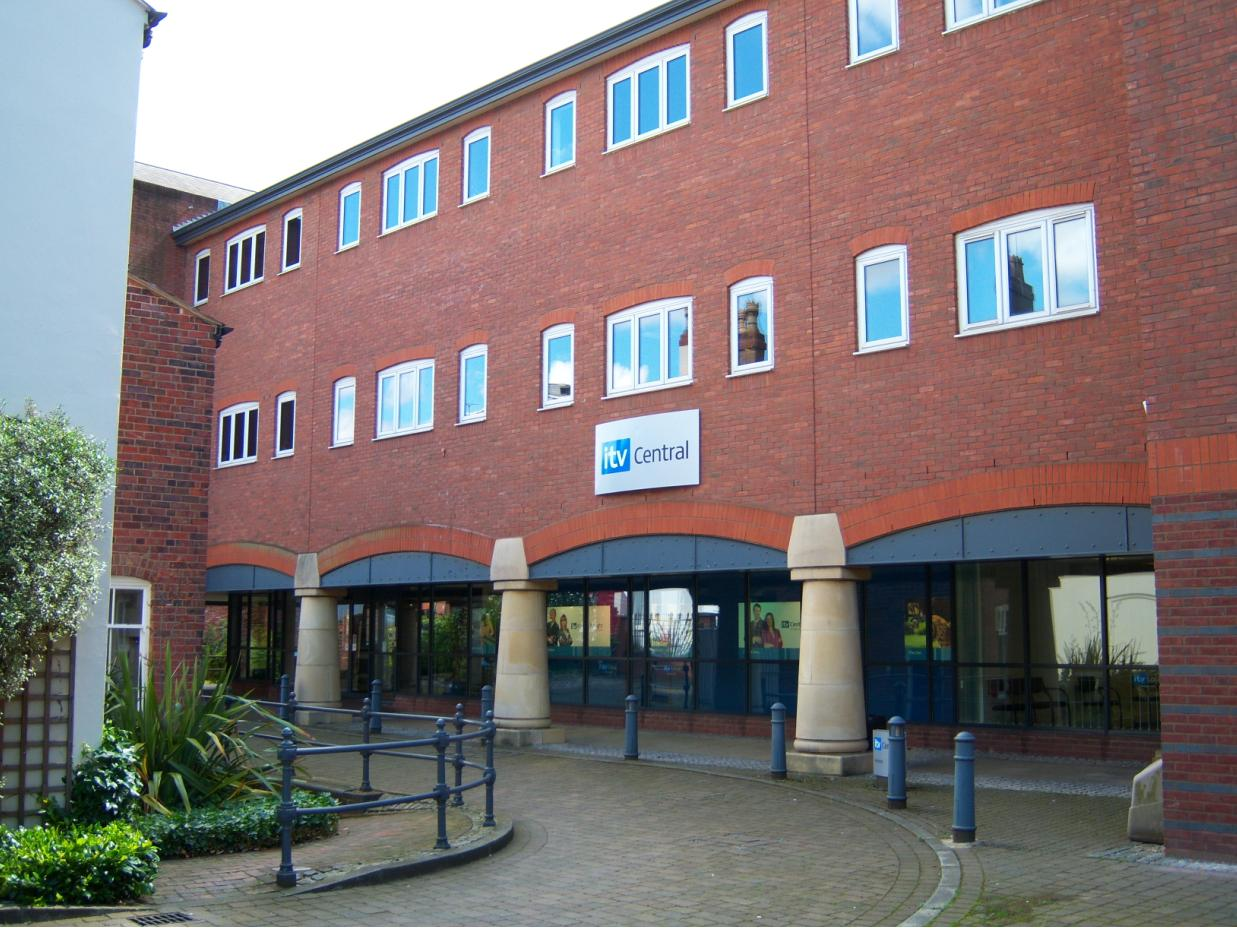
ITV中部在伯明翰瓦斯街的總部

中部最初繼承了ATV在伯明翰寬街（Broad Street）的攝影棚，但將其更名為Central House，並在1997年之前將其作為總部使用。同時中部在諾丁漢修建了名為「東米德蘭電視中心」（East Midlands Television centre）的設施，作為其在東米德蘭的辦公地點。諾丁漢攝影棚在1984年1月開業，並由愛丁堡公爵在1984年3月2日主持開業典禮。5年之後，中部在泰晤士河畔阿賓頓開設了新聞中心，播出面向南米德蘭的地方新聞節目（也是其第三個地方新聞區域）。
1991年時，中部將大部分節目製作業務轉移到諾丁漢，而伯明翰總部的業務則僅限於地方新聞等節目。1994年，購買中部全部股權的卡爾頓在瓦斯街（Gas Street）附近購買土地，開始修建一個規模較小的新攝影棚，並在1997年竣工，成為中部在西米德蘭新的新聞部辦公地點。該建築在2015年拆除。
2004年2月，獨立電視公司宣布其將關閉並出售在諾丁漢的製作中心。之前的攝影棚現成為諾丁漢大學校園的一部分。2011年10月，獨立電視台發行了一部DVD，記錄ATV及中部在伯明翰寬街時期的歷史。

## 次分區
中部現有西部和東部兩個次分區。受到勞資糾紛的影響，中部最初在伯明翰播出覆蓋全區的新聞。1983年9月，中部開始提供面向東米德蘭的新聞，而伯明翰則提供面向東米德蘭以外地區的新聞。1989年1月，中部開始為南米德蘭地區提供獨自的新聞和廣告。2006年12月，南米德蘭地區的服務和子午線廣播的北部地區合併為ITV泰晤士谷。同時西部的播出區域略有擴大。
2009年2月，東米德蘭和西米德蘭的地方新聞節目整合為一個新聞節目，僅播出6分鐘的不同內容。但兩個區域在深夜仍各自播出不同內容。同時ITV泰晤士谷併入子午線的南部次分區。
2013年後，中部在傍晚的新聞節目中面向兩個次分區的不同部分由6分延長為20分，並為兩個次分區提供不同的午間新聞和週末新聞。

## 節目
中部是獨立電視五巨頭之一，為獨立電視網貢獻了眾多節目，其最著名的節目有肥皂劇《十字路口》。中部亦製作了眾多時事題材的節目。1984年，中部製作由肯·洛區導演的《領導力問題》（Question of Leadership）曾引發廣泛爭論。IBA認為這一節目有違平衡準則，工會批評這一節目是誹謗性的。雖然經過多次編輯，該節目都未能播出。

## 外部連結
- itv.com上《ITV Central 》的資料